# Liste der Abgeordneten im Mährischen Landtag 1861–1867
Diese Liste nennt die Abgeordneten zum Mährischen Landtag in der ersten Wahlperiode 1861–1867.
| Kurie                          | Wahlkreis                  | Abgeordneter                         | Anmerkung                                                                                       |
| ------------------------------ | -------------------------- | ------------------------------------ | ----------------------------------------------------------------------------------------------- |
| Landeshauptmann                | 0                          | Emanuel Graf Dubský von Třebomyslice |                                                                                                 |
| Landeshauptmann-Stellvertreter | 0                          | August Wenzliezke                    |                                                                                                 |
| Virilstimme                    | 0                          | Friedrich Landgraf von Fürstenberg   | Fürst-Erzbischof von Olmütz                                                                     |
| Virilstimme                    | 0                          | Anton Schaafgotsche                  | Bischof von Brünn                                                                               |
| Großgrundbesitz                | Fideikommissbesitzer       | Fürst Hugo zu Salm-Reifferscheidt    | Gutsbesitzer                                                                                    |
| Großgrundbesitz                | Fideikommissbesitzer       | Graf Albert von Kaunitz              | Gutsbesitzer                                                                                    |
| Großgrundbesitz                | Fideikommissbesitzer       | Graf Carl Max von Seilern-Aspang     | Gutsbesitzer                                                                                    |
| Großgrundbesitz                | Fideikommissbesitzer       | Ernst Schirek                        | Abt des Prämonstratenserstiftes Neu-Reisch                                                      |
| Großgrundbesitz                | Fideikommissbesitzer       | Graf Josef von Seilern-Aspang        | Gutsbesitzer                                                                                    |
| Großgrundbesitz                | Übrige                     | Cyrill Napp                          | Abt des Augustinerstiftes in Alt-Brünn                                                          |
| Großgrundbesitz                | Übrige                     | Emanuel Graf Dubský von Třebomyslice | auch Landeshauptmann                                                                            |
| Großgrundbesitz                | Übrige                     | Graf Josef Schaaffgotsche            | Gutsbesitzer                                                                                    |
| Großgrundbesitz                | Übrige                     | Günther Kaliwoda                     | Prälat, Abt des Benediktinerstiftes Raigern                                                     |
| Großgrundbesitz                | Übrige                     | Franz von Hopfen                     | Gutsbesitzer                                                                                    |
| Großgrundbesitz                | Übrige                     | Graf Eugen Kinsky                    | Gutsbesitzer                                                                                    |
| Großgrundbesitz                | Übrige                     | Graf Wladimir Mittrowský             | Gutsbesitzer                                                                                    |
| Großgrundbesitz                | Übrige                     | Freiherr Max von Rolsberg            | Gutsbesitzer                                                                                    |
| Großgrundbesitz                | Übrige                     | Graf Alois Serényi                   | Gutsbesitzer                                                                                    |
| Großgrundbesitz                | Übrige                     | Freiherr Adalbert von Widmann        | Gutsbesitzer                                                                                    |
| Großgrundbesitz                | Übrige                     | Graf Gábor Serényi                   | Gutsbesitzer                                                                                    |
| Großgrundbesitz                | Übrige                     | Graf Egbert Belcredi                 | Gutsbesitzer                                                                                    |
| Großgrundbesitz                | Übrige                     | Graf Alphons Mensdorff-Pouilly       | Gutsbesitzer                                                                                    |
| Großgrundbesitz                | Übrige                     | Freiherr Philipp von Stillfried      | Gutsbesitzer                                                                                    |
| Großgrundbesitz                | Übrige                     | Freiherr Anton von Widmann           | Gutsbesitzer                                                                                    |
| Großgrundbesitz                | Übrige                     | Freiherr Josef von Eichhoff          | Gutsbesitzer                                                                                    |
| Großgrundbesitz                | Übrige                     | Albert Edler von Wiesenberg          | Gutsbesitzer                                                                                    |
| Großgrundbesitz                | Übrige                     | Emil Edler von Schindler             | Gutsbesitzer                                                                                    |
| Großgrundbesitz                | Übrige                     | Graf Gustav Belrupt                  | Domherr in Olmütz                                                                               |
| Großgrundbesitz                | Übrige                     | Freiherr Ernst von Loudon            | Gutsbesitzer                                                                                    |
| Großgrundbesitz                | Übrige                     | Graf Rudolph Wrbna                   | Gutsbesitzer, Geheimrat                                                                         |
| Großgrundbesitz                | Übrige                     | Landgraf Ernst Fürstenberg           | Domherr in Olmütz                                                                               |
| Großgrundbesitz                | Übrige                     | Graf Adolf Dubský                    | Gutsbesitzer, Geheimrat                                                                         |
| Großgrundbesitz                | Übrige                     | Freiherr Kuno von Honrichs           | Gutsbesitzer                                                                                    |
| Großgrundbesitz                | Übrige                     | Johann Ritter von Chlumecky          | Staatsanwalt-Substitut in Brünn                                                                 |
| Landeshauptstadt Brünn         | 0                          | Eduard Ulrich                        | Advokat in Brünn                                                                                |
| Landeshauptstadt Brünn         | 0                          | Carl Giskra                          | Advokat in Brünn                                                                                |
| Landeshauptstadt Brünn         | 0                          | August Wenzliezke                    | Advokat in Brünn, Landeshauptmann-Stellvertreter                                                |
| Landeshauptstadt Brünn         | 0                          | Emil Weegner                         | Lederfabrikant in Brünn                                                                         |
| Handels- und Gewerbekammer     | Brünn                      | Ernst Johann Ritter von Herring      | Kammerpräsident in Brünn                                                                        |
| Handels- und Gewerbekammer     | Brünn                      | Alfred Skene                         | Handels- und Gewerbekammer-Vizepräsident und Bürgermeister von Brünn                            |
| Handels- und Gewerbekammer     | Brünn                      | Julius Gomperz                       | Fabrikbesitzer und Großhändler in Brünn                                                         |
| Handels- und Gewerbekammer     | Olmütz                     | Paul Franz Primavesi                 | Handels- und Gewerbekammerpräsident in Olmütz                                                   |
| Handels- und Gewerbekammer     | Olmütz                     | Carl Oberleithner                    | Mitglied der Handels- und Gewerbekammer in Olmütz                                               |
| Handels- und Gewerbekammer     | Olmütz                     | Anton Schmidt                        | Papierfabrikant in Groß-Ullersdorf                                                              |
| Städte und Industrial-Orte     | 1. Olmütz                  | Franz Mandelblüh                     | Advokat in Olmütz                                                                               |
| Städte und Industrial-Orte     | 2. Iglau                   | Eduard Sturm                         | Advokat in Brünn                                                                                |
| Städte und Industrial-Orte     | 3. Kremsier                | Anton Ryger                          | Advokat in Holleschau                                                                           |
| Städte und Industrial-Orte     | 4. Nikolsburg              | Johann Lahner                        | Bürgermeister und Postmeister in Nikolsburg                                                     |
| Städte und Industrial-Orte     | 5. Prossnitz               | Johann Chmelarz                      | Staatsanwalt in Olmütz                                                                          |
| Städte und Industrial-Orte     | 6. Sternberg               | Balthasar Ritter von Szábel          | Großhändler in Olmütz                                                                           |
| Städte und Industrial-Orte     | 7. Znaim                   | Amton Glassner                       | Handelsmann in Znaim                                                                            |
| Städte und Industrial-Orte     | 8. Trübau                  | Oswald Neumeister                    | Dr. in Wien                                                                                     |
| Städte und Industrial-Orte     | 9. Auspitz                 | Johann Tomanek                       | Postmeister und Kaufmann in Göding                                                              |
| Städte und Industrial-Orte     | 10. Boskowitz              | Joseph Cibulka                       | pensionierter Oberlandesgerichtsrat in Brünn                                                    |
| Städte und Industrial-Orte     | 11. Gaya                   | Franz Adamezik                       | Advokat in Brünn                                                                                |
| Städte und Industrial-Orte     | 12. Ungarisch-Hradisch     | August Ritter von Schöbl             | Ministerialrat in Wien                                                                          |
| Städte und Industrial-Orte     | 13. Holleschau             | Freiherr Ludwig Horecky              | Dechant und Pfarrer in Holleschau                                                               |
| Städte und Industrial-Orte     | 14. Ungarisch-Brod         | Friedrich Radnitzky                  | Bezirksvorstand in Ungarisch-Brod                                                               |
| Städte und Industrial-Orte     | 15. Trebisch               | Johann Krejěí                        | Bürger in Groß-Meseritsch                                                                       |
| Städte und Industrial-Orte     | 16. Datschitz              | Ferdinand Heidler                    | Bürgermeister in Jamnitz                                                                        |
| Städte und Industrial-Orte     | 17. Neustadtl              | Vincenz Brandl                       | Landes-Archivar in Brünn                                                                        |
| Städte und Industrial-Orte     | 18. Neutitschein           | Wilhelm Schenk                       | Gemeinderat in Neutitschein                                                                     |
| Städte und Industrial-Orte     | 19. Freiberg               | Valentin Kostelnik                   | Handelsmann und Gemeinderat in Frankstadt                                                       |
| Städte und Industrial-Orte     | 20. Mährisch-Ostrau        | Hermann Zwierzina                    | Kohlewerksbesitzer in Mährisch-Ostrau                                                           |
| Städte und Industrial-Orte     | 21. Weisskirchen           | Franz Giřiczek                       | Staatsanwalt in Olmütz                                                                          |
| Städte und Industrial-Orte     | 22. Mährisch-Neustadt      | Moriz Ilek                           | Dr. in Brünn                                                                                    |
| Städte und Industrial-Orte     | 23. Prerau                 | Ignatz Wurm                          | Spiritual der Rettungsanstalt für verwahrloste Jugend in Brünn                                  |
| Städte und Industrial-Orte     | 24. Schönberg              | Ferdinand Schneider                  | in Schönberg                                                                                    |
| Städte und Industrial-Orte     | 25. Hof                    | Eduard Böhm                          | Sekretär der Handels- und Gewerbekammer in Olmütz                                               |
| Städte und Industrial-Orte     | 26. Müglitz                | Wenzel Zastiera                      | Notar in Müglitz                                                                                |
| Städte und Industrial-Orte     | 27. Kromau                 | August Stummer                       | Fabrikbesitzer in Oslawan                                                                       |
| Landgemeinden                  | 1. Brünn                   | Johann Bilý                          | Pfarrer im Vorkloster Tischnowitz                                                               |
| Landgemeinden                  | 2. Trübau                  | Franz Victorin                       | Gemeindevorsteher in Putzendorf                                                                 |
| Landgemeinden                  | 3. Boskowitz               | Alois Pražák                         | Advokat in Brünn                                                                                |
| Landgemeinden                  | 4. Wischau                 | Alois Kleweta                        | Gemeindevorsteher und Mühlenbesitzer in Děditz                                                  |
| Landgemeinden                  | 5. Auspitz                 | Joseph Wurm                          | Gasthausbesitzer in Klobauk                                                                     |
| Landgemeinden                  | 5. Auspitz                 | Joseph Lausch                        | Bezirksvorsteher in Selowitz                                                                    |
| Landgemeinden                  | 6. Gaya                    | Franz Weber                          | Pfarrer in Milotitz                                                                             |
| Landgemeinden                  | 7. Ungarisch-Hradisch      | Martin Pawlik                        | Grundbesitzer in Kunowitz                                                                       |
| Landgemeinden                  | 8. Kremsier                | Emanuel Proskowetz                   | Fabrikbesitzer in Kwassitz                                                                      |
| Landgemeinden                  | 8. Kremsier                | Joseph Hubik                         | Grundbesitzer in Trawnik                                                                        |
| Landgemeinden                  | 9. Holleschau              | Franz Skopalik                       | Grundbesitzer in Zahlenitz                                                                      |
| Landgemeinden                  | 10. Ungarisch-Brod         | Mathias Pechaczek                    | Bürgermeister und Apotheker in Ungarisch-Brod                                                   |
| Landgemeinden                  | 11. Iglau                  | Adalbert Burschik                    | Freihofbesitzer in Přečkau                                                                      |
| Landgemeinden                  | 11. Iglau                  | Anton Meznik                         | Dr. in Prag                                                                                     |
| Landgemeinden                  | 12. Datschitz              | Johann Helcelet                      | Prof. in Brünn                                                                                  |
| Landgemeinden                  | 13. Neustadtl              | Anton Straka                         | Handelsmann in Unter-Bobrau                                                                     |
| Landgemeinden                  | 14. Neutitschein           | Carl van der Strass                  | Advokat in Brünn                                                                                |
| Landgemeinden                  | 15. Weisskirchen           | Franz Šrom                           | Advokat in Hradisch                                                                             |
| Landgemeinden                  | 16. Mistek                 | Rudolph Kallus                       | Arzt in Frankstadt                                                                              |
| Landgemeinden                  | 17. Wallachisch-Meseritsch | Michael Juraida                      | Bürgermeister in Rožnau                                                                         |
| Landgemeinden                  | 18. Olmütz                 | Johann Ritter von Lachnit            | Advokat in Brünn                                                                                |
| Landgemeinden                  | 18. Olmütz                 | Jacob Czelechowský                   | Grundbesitzer in Kosteletz                                                                      |
| Landgemeinden                  | 19. Sternberg              | Richard Rotter                       | Ober-Realschullehrer in Brünn                                                                   |
| Landgemeinden                  | 20. Schönberg              | Ignatz Müller                        | Grundbesitzer in Groß-Ullersdorf                                                                |
| Landgemeinden                  | 21. Hohenstadt             | Dominik Stolz                        | Arzt in Schönberg                                                                               |
| Landgemeinden                  | 22. Littau                 | Johann Izak                          | Grundbesitzer in Mirotein                                                                       |
| Landgemeinden                  | 23. Znaim                  | Georg Konvalina († 1866)             | Gemeindevorsteher in Lispitz, nach seinem Tode rückte der Znaimer Stadtsekretär Johann Fux nach |
| Landgemeinden                  | 24. Kromau                 | Freiherr Adolph von Poche            | Statthalter von Mähren                                                                          |
| Landgemeinden                  | 25. Nikolsburg             | Carl Lederer                         | Grundbesitzer in Unter-Tannowitz                                                                |
| Landgemeinden                  | 26. Mährische Enklaven     | Ferdinand Frank                      | Advokat in Sternberg                                                                            |